# War Horse (toneelstuk)

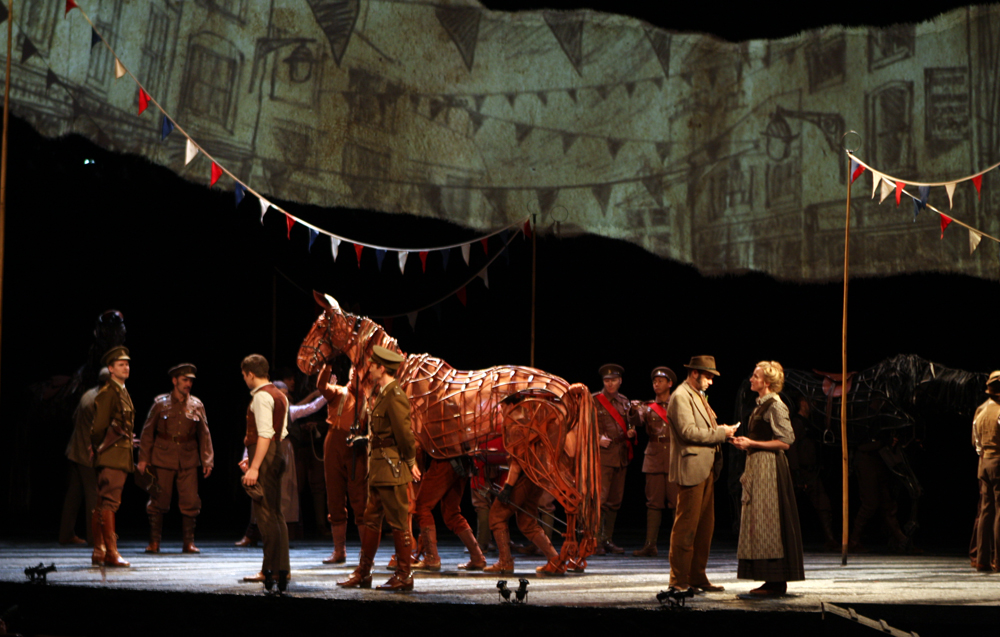

War Horse is een Brits toneelstuk dat gebaseerd is op de gelijknamige roman uit 1982 van de Britse auteur Michael Morpurgo.

## War Horse
War Horse ging in 2007 in première op West End in Londen en speelt daar nog steeds. Nadien heeft de Broadwayproductie vijf Tony Awards gewonnen. Anno 2014 speelt de productie in Engeland, Ierland, Verenigde Staten, Berlijn en Nederland.

## Nederland
In Koninklijk Theater Carré vond op 14 juni 2014 de Nederlandse première van War Horse plaats. Daarna volgden voorstellingen in Rotterdam, Breda, Groningen, Apeldoorn en Heerlen. De laatste voorstelling in Nederland werd op 10 mei 2015 na 299 voorstellingen gespeeld in Breda.

## België
Na de tour in Nederland stond de productie in Antwerpen. De première vond plaats op zondag 17 mei in de Stadsschouwburg van Antwerpen.

## Cast Nederland & België
| Rol                       | Nederland          | België                |
| ------------------------- | ------------------ | --------------------- |
| Albert Narracott          | Kay Greidanus      | Soy Kroon             |
| Songman                   | Remco Sietsema     | Yves Bondue           |
| Friedrich Muller          | Jochum ten Haaf    | Wouter van Oord       |
| Ted Narracott             | Bas Keijzer        | Mark Tijsmans         |
| Rose Narracott            | Annick Boer        | Els de Schepper       |
| Arthur / Sergeant Thunder | Filip Bolluyt      | Wim Van Den Driessche |
| Major James Nicholls      | Hylke van Sprundel | Guillaume Devos       |
| Billy                     | Simon Heijmans     | Bart van Veldhoven    |
| Klausen                   | Wouter van Oord    | Sébastien De Smet     |
| Captain Stewart           | Lykele Muus        | Nordin De Moor        |
| David                     | Sjoerd Spruijt     | Sjoerd Spruijt        |
| Emilie                    | Claire Schuyffel   | Chloé Leenheer        |